# Meerut (divisie)

Ligging in Uttar Pradesh

Meerut is een divisie binnen de Indiase deelstaat Uttar Pradesh. Deze divisie bestaat uit de volgende zes districten:
- Bagpat
- Bulandshahr
- Gautam Buddha Nagar
- Ghaziabad
- Hapur
- Meerut

Het bestuurlijk centrum van de divisie bevindt zich in de gelijknamige stad Meerut.